# رومن گاری
رومن گاری (به فرانسوی: Romain Gary) (زاده ۸ مه ۱۹۱۴ – درگذشته ۲ دسامبر ۱۹۸۰) با نام اصلی رومن کاتسِف نویسنده، فیلم‌نامه‌نویس، کارگردان، خلبان در جنگ جهانی دوم و دیپلمات فرانسوی بود.

## زندگی

### کودکی
رومن گاری با نام اصلی رومن کاتسِف (Roman Kacew) در ۸ مه ۱۹۱۴ میلادی در شهر ویلنا (اکنون: ویلنیوس، واقع در لیتوانی) در خانواده‌ای یهودی به دنیا آمد. پدرش آری-لیب کاسو کمی بعد در ۱۹۲۵ میلادی خانواده را رها کرد و به ازدواج مجدد دست زد. از این هنگام او با مادرش، نینا اوزینسکی (کاسو)، زندگی می‌کرد، ابتدا در ویلنا و سپس در ورشوی لهستان.
در سال ۱۹۲۸ میلادی، رومن چهارده ساله به همراه مادرش به شهر نیس در کشور فرانسه رفتند. رومن سرگذشت سه دههٔ نخست زندگی‌اش را در کتاب میعاد در سپیده دم (La promesse de l'aube ،1960) نوشته‌است.

### جوانی
او در فرانسه به تحصیل حقوق پرداخت، ابتدا در «اکس-ان-پروونس» و سپس در پاریس. در ضمن او در «سالون-دو-پروونس» و در پایگاه هوایی آوورد در نزدیکی بورگس، خلبانی در نیروی هوایی فرانسه را آموخت. پس از اشغال فرانسه توسط نازی‌ها در جنگ جهانی دوم، او به انگلستان گریخت و تحت رهبری شارل دوگل به «نیروهای آزاد فرانسه» پیوست و در اروپا و آفریقای شمالی جنگید.
او نگارش نخستین رمانش، تربیت اروپایی (۱۹۴۵) را مادامی‌که در ارتش بود شروع کرد. در سال ۱۹۴۵، در فرانسه جایزه منتقدین (Prix des critique) را دریافت کرد.
همچنین به دلیل خدماتش در ارتش موفق به اخذ جوایز متعددی از ارتش شد.
پس از جنگ، رومن با مدرک حقوق، که از دانشگاه پاریس گرفته بود، و نیز با دیپلم زبان‌های اسلاو که از دانشگاه ورسای دریافت کرده بود، به عنوان دیپلمات در شهرهای مختلف کار کرد. همچنین به عنوان سخنگوی هیئت نمایندگان فرانسوی سازمان ملل ابتدا در نیویورک و سپس در لندن به فعالیت پرداخت. پس از اقامت در نیویورک به دلیل خستگی به مدت سه ماه کار را رها کرد و در سال ۱۹۵۶ به نوشتن رمان ریشه‌های آسمان (Les racines du ciel) پرداخت. این داستان نخستین رمان وی بود که برندهٔ جایزهٔ گنکور شد.

### ازدواج‌ها و بعد
طی این سال‌ها وی دو بار ازدواج کرد. نخستین همسرش نویسنده‌ای انگلیسی به نام لزلی بلانش بود. در سال ۱۹۶۳ از وی جدا شد و با هنرپیشه‌ای به نام جین سیبرگ ازدواج کرد و مدت ۷ سال با او زندگی کرد. رومن زندگیش با سیبرگ را در کتابی به نام سگ سفید (1970،Chien Blanc) به رشته تحریر درآورده‌است. حاصل این زندگی مشترک پسری به نام دیه‌گو بود که مدتی را در اسپانیا با زن مدیری زندگی می‌کرد. زندگی پسرش و این خانم الگوی رومن برای نقش‌های مومو و مادموازل رزا در رمان زندگی در پیش رو شد.
رومن در دوران زندگی سیاسی‌اش حدود ۱۲ رمان نوشت. به همین دلیل بسیاری از کارهایش را با نام مستعار می‌نوشت. نام‌هایی مانند: Fosco Sinibaldi ,Shatan Bogat ,Emile Ajar. مادامیکه با نام مستعار امیل آژار به نویسندگی می‌پرداخت، تحت نامی به عنوان رومن گاری نیز داستان می‌نوشت.
گَری فرم امری فعلی با معنای «به دنیا آمدن» در زبان روسی است. به همین دلیل رومن مدل آمریکایی شدهٔ این فعل را به عنوان نام مستعار خود انتخاب کرد. البته این انتخاب تا حدودی به دلیل قهرمان رومن، گری کوپر بود. کلمهٔ آژار (تلفظ اصلی: آیار) نیز به لحاظ معنایی نزدیک به کلمهٔ‌گری است. این واژه در زبان روسی به معنای «زغال سنگ‌های زنده» است که یک اصطلاح انجیلی و به مفهوم انوار الهی است.
وی دومین جایزهٔ گنکور را با نام امیل آژار به دلیل نوشتن رمان زندگی در پیش رو به دست آورد. وی تنها نویسنده‌ای است که دو مرتبه موفق به اخذ این جایزه شده‌است. این جایزه تنها یک بار به هر نویسنده تعلق می‌گیرد. به دلیل اینکه وی این رمان را با نام مستعار نوشته بود برای دومین بار توانست این جایزه را دریافت کند و پسرعمویش پائول پالویچ، به جای وی این جایزه را دریافت کرد. رومن بعدها در کتابی به نام «زندگی و مرگ امیل آژار» (Vie et mort d'Emile Ajar) حقیقت را فاش کرد.
وی همچنین فیلمنامه طولانی‌ترین روز و نیز فیلمنامه قتل را نوشت و این فیلم را با بازی همسر دوم خود کارگردانی کرد.

### مرگ
رومن گاری در ۲ دسامبر ۱۹۸۰ بعد از مرگ همسرش در سال ۱۹۷۹ با شلیک گلوله‌ای به زندگی خود خاتمه داد. وی در یادداشتی که از خود به جای گذاشته این طور نوشته‌است «... دلیل این کار مرا باید در زندگینامه‌ام شب آرام خواهد بود، (La Nuit sera calme, 1974) بیابید.» او در این کتاب گفته‌است: «به خاطر همسرم نبود، دیگر کاری نداشتم.» و همچنین نوشته‌است: «واقعاً به من خوش گذشت، متشکرم و خداحافظ!»

## کتابشناسی
- تربیت اروپایی (۱۹۴۵)
- تولیپ (رمان) یا لاله (۱۹۴۶)
- رنگ‌های روز (۱۹۵۲)
- ریشه‌های آسمان (۱۹۵۶)[۱] -مترجم منوچهر عدنانی
- لیدی ال (۱۹۵۷) -مترجم مهدی غبرایی
- میعاد در سپیده‌دم (۱۹۶۰) مترجم مهدی غبرایی و با نام میعاد سحرگاهی ترجمه کیومرث پارسای
- به افتخار پیشتازان سرافرازمان (۱۹۶۲)
- خداحافظ گاری کوپر (۱۹۶۵) مترجم :سروش حبیبی
- رقص چنگیز کوهن (۱۹۶۷) - مترجم: ابراهیم مشعری - انتشارات نیلوفر
- سگ سفید (۱۹۷۰) - مترجم :سروش حبیبی
- شب آرام خواهد بود (۱۹۷۴ مصاحبه) ف‍ض‍ل‌ال‍ل‍ه ج‍ل‍وه-ت‍ه‍ران: ن‍ش‍ر و پ‍ژوه‍ش ف‍رزان روز۱۳۷۷

- زندگی در پیش رو (۱۹۷۵) (با نام مستعار امیل آژار)
- شاه سلیمان (۱۹۷۹) (با نام مستعار امیل آژار) مترجم کیومرث پارسای
- بادبادک‌ها (۱۹۸۰) - مترجم ماه منیر مینوی
- مردی با کبوتر (۱۹۸۴)، ترجمه لیلی گلستان، نشر ثالث
- ستاره باز، ترجمه مهدی نسرین، نشر مرکز
- پرنده‌ها می‌روند در پرو می‌میرند (۱۹۶۸ فیلم)
- گذار روزگار (۱۹۸۰، آخرین مصاحبه «رومن گاری» چند ماه قبل از مرگش با رادیو کانادا)[۲][۳]